# Homelski Państwowy Uniwersytet Medyczny
Homelski Państwowy Uniwersytet Medyczny (biał. Гомельскі дзяржаўны медыцынскі ўніверсітэт, (ros. Гомельский государственный медицинский университет) – białoruska publiczna uczelnia medyczna, zlokalizowana w Homlu.
Uczelnia został założona w 1990 roku na podstawie decyzji Rady Ministrów ZSRR jako Homelski Państwowy Instytut Medyczny (Гомельский государственный медицинский институт). Ponieważ rejon Homla i Mohylewa był obszarem dotkniętym skutkami katastrofy w Czarnobylu, powołano tam instytut, którego głównym celem miało być zapewnienie lekarzy i innych specjalistów medycznych na tym terenie, a także prowadzeniem badań nad skutkami katastrofy i poszukiwanie sposobu na zapobieganie im. Pierwszym rektorem instytutu został Jurij Bandażewski, który kierował nim do 1999 roku. 
W 2003 roku Instytut spełnił kryteria wymagane od uniwersytetu i został przemianowany na Homelski Państwowy Uniwersytet Medyczny.
W skład uczelni wchodzą następujące jednostki administracyjne:
- Wydział Studiów medycznych i Diagnostycznych
- Wydział Szkolenia Przedakademickiego i Szkolnictwa Zawodowego
- Wydział Szkoleń Specjalizacyjnych dla Studentów Zagranicznych
- Wydział Terapeutyczny